# 安東尼奧·羅斯
安東尼奧·羅斯（義大利語：Antonio Rozzi；1994年5月28日—）是一位意大利足球運動員，在場上的位置是中場。他現在效力於意大利足球甲級聯賽球隊拉齊奧足球俱樂部。他也代表意大利國青隊參賽。